# بيحان (القفر)

تعديل مصدري - تعديل

بيحان هي إحدى قرى عزلة بني مسلم بمديرية القفر التابعة لمحافظة إب، بلغ تعداد سكانها 365 نسمة حسب تعداد اليمن لعام 2004.